# Arkadiusz Kostempski
Arkadiusz Kostempski (* 12. srpna 1975 Zabrze) je bývalý polský fotbalový záložník.

## Hráčská kariéra
Nejvyšší soutěž hrál v Polsku za Ruch Chorzów a v České republice za FC Karviná.

## Ligová bilance
| Ročník              | Zápasy | Góly | Minuty | Klub         |
| ------------------- | ------ | ---- | ------ | ------------ |
| Ekstraklasa 1994/95 | 1      | 0    | 21     | Ruch Chorzów |
| I. liga 1996/97     | 2      | 0    | 77     | FC Karviná   |
| CELKEM 1. LIGA      | 3      | 0    | 98     |              |